# Drosera androsacea
Drosera androsacea ist eine fleischfressende Pflanze aus der Gattung Sonnentau (Drosera). Sie gehört zu den Zwergsonnentauen und wurde 1904 erstbeschrieben.

## Beschreibung
Drosera androsacea ist eine ausdauernde, krautige Pflanze mit feinem, faserförmigen Wurzelwerk. Die Pflanze bildet eine Rosette, bleibt klein und erreicht kaum mehr als 2 cm im Durchmesser. Sie besitzt nur eine kleine Sprossachse an der wenige oder gar keine Blätter der Vorsaison verbleiben. Während der Blütezeit bildet diese Art nur etwa 5 Fangblätter aus.
Die Knospe der Nebenblätter ist glatt und konisch geformt, 5 mm hoch und an der Basis 3 mm breit. Blüht die Pflanze, so verringert sich der Durchmesser der Stipelknospe. Die Nebenblätter, die sich zum Überdauern des heißen Sommers an der australischen Südostküste bilden, sind 3 mm lang, 1 bis 1,2 mm breit und dreilappig. Der Mittellappen ist normalerweise ganzrandig, manchmal kurz unter der Spitze in 2 Abschnitte geteilt. Die seitlichen Lappen sind ganzrandig mit einer spitzen Spitze.
Die Blattstiele sind bis zu 4,5 mm lang, 0,7 mm breit an der Basis, 0,9 mm breit in der Mitte und verjüngen sich auf 0,6 mm nahe der Blattspreiten. Diese sind nahezu kreisförmig, 2,5 mm lang, 2,7 mm breit und auf der Unterseite unbehaart. Am Rand sitzen lange Tentakeln, innen eher kurze. 
Blütezeit ist November bis Dezember. Der Blütenstängel ist bis zu 5 cm lang und mit winzigen Drüsen besetzt. Der Blütenstand ist ein Wickel aus vier bis sieben Blüten an ebenfalls mit kurzgestielten Drüsen besetzten und rund 3 mm langen Blütenstielen. Die 2,5 mm langen und 1,5 Millimeter breiten Kelchblätter sind besetzt mit einigen kurzgestielten, roten Drüsen, eiförmig und unregelmäßig gezähnt. Die eiförmigen Kronblätter sind rosa bis weiß, 5 mm lang und 3,5 mm breit. Der Fruchtknoten ist fünfeckig mit 0,9 mm Durchmesser und 0,8 mm lang. Die 5 weißen Griffel sind bis zu 3 mm lang. Die fünf Staubblätter sind 2,2 mm lang, durchscheinend weiß und rosa an der Spitze. Die Staubbeutel sind weiß und der Pollen dunkelrosa. 
Zwergsonnentautypisch ist die Bildung von Brutschuppen: Die umgekehrt eiförmigen Brutschuppen werden gegen Ende November bis Anfang Dezember in großer Zahl gebildet und haben eine Länge von 1 mm, eine Breite von ca. 0,9 mm und eine Dicke von 0,5 mm.

Verbreitung von D. androsacea in Australien

## Verbreitung, Habitat und Status
Drosera androsacea kommt nur im äußersten Südwesten Australiens, zwischen Perth und Esperance vor. Die endemische Pflanze gedeiht dort vor allem auf steinigen, sandig-lehmigen Böden in niedrigem offenen Weideland. Im Sommer trocknen diese Böden komplett aus und werden hart.
Bekannte Populationen befinden sich bei der Sterling Range und bei Williams.
Drosera androsacea ist in Westaustralien nicht selten, bedroht oder eingeschleppt.

## Systematik
Der Name androsacea kommt von der Pflanzengattung Androsace (dt. Mannsschild), einem Primelgewächs. 
Drosera androsacea wurde 1904 von Diels als Art beschrieben.
Diese Art wird vor allem durch die gräulich-grüne, 5-eckige, spitze und konisch geformte Knospe aus Nebenblättern unterschieden.